# پیزومغناطیس
مواد پیزومغناطیس، کرنش ایجاد شده به دلیل تغییر شکل را به صورت میدان مغناطیسی آزاد می‌کنند . با اتصال الکترودهایی به این مواد و سپس وصل کردن آنها به یک مصرف‌کننده الکتریکی (اصطلاحاً مقاومت بار) می‌توان این انرژی مکانیکی را به توان مغناطیسی تبدیل کرد. قابل ذکر است که برای تبدیل میدان مغناطیسی به الکتریکی ابتدا بایستی میدان مغناطیسی را با استفاده از سیم پیچ یا القاگر به جریان الکتریکی تبدیل کرد.
این ماده جز مواد هوشمند شناخته می‌شود. از جمله دیگر مواد هوشمند می‌توان به مواد پیزوالکتریک و مواد مگنتوالکتروالاستیک اشاره کرد.

## معادله تشکیل دهنده
معادله تشکیل دهنده مواد مگنتوالکتروالاستیک به صورت زیر تعریف می‌شود:
{\displaystyle \{\sigma \}=[Q]\{\epsilon \}-[q]\{H\}}
{\displaystyle \{B\}=[q]^{T}\{\epsilon \}+[\mu ]\{H\}}
که در معادله فوق {\displaystyle \sigma } و B به ترتیب، تنش مکانیکی، و چگالی شار مغناطیسی و ماتریس‌های Q, q و {\displaystyle \mu } به ترتیب ضریب پیزومغناطیسی، مدول الاستیسیته و نفوذپذیری مغنایسی هستند .

## کاربردها
به‌طور کلی مواد هوشمند به دلیل خاصیت تبدیل انرژی‌ای که دارند قابلیت استفاده در انواع سنسورها و ترنسدیوسرها را دارند. به‌طور خاص مواد هوشمند پیزومغناطیس می‌توانند به عنوان یک منبع تولیدکننده توان مورد استفاده قرار گیرند. با قرار دادن این مواد در سیستم‌های مرتعش می‌توان تغییر شکل مکانیکی آنها را به صورت توان الکتریکی استخراج و ذخیره کرد.